# Intendencia de Huancavelica
La intendencia de Huancavelica (en su época Guancavelica) fue el nombre con que informalmente se conoció a la provincia de Huancavelica, una de las divisiones territoriales de la Corona española en el Virreinato del Perú. Fue creada en 1784 y subsistió hasta el 26 de abril de 1822 cuando el general José de San Martín creó el Departamento de Huancavelica dentro de la República del Perú.
El gobernador intendente de Huancavelica tenía competencia en las materias de justicia (subordinado a la Real Audiencia de Lima), hacienda (asuntos fiscales y de gastos públicos, subordinado al virrey del Perú), guerra (subordinado al virrey) y policía (fomento de la economía). Eclesiásticamente la provincia formaba parte del Obispado de Huamanga (hoy llamado Ayacucho) sufragáneo de la Arquidiócesis de Lima. 
Los subdelegados partidarios tenían las mismas atribuciones que el gobernador intendente dentro de su jurisdicción.

## Antecedentes
En 1564 se descubrieron las minas de azogue, entre las que destacan la mina Santa Bárbara y se inició el auge de la entonces población de Huancasvil, localizada en la región de los Wankawillka (En castellano "lugar habitado por los nietos de los Wankas"), antigua jurisdicción de Huamanga. 
El virrey Francisco Álvarez de Toledo dispuso que el alcalde Mayor de Minas Francisco de Angulo trazara y fundara la Villa Rica de Oropesa en el asiento de las minas de Huancavelica el 4 de agosto de 1571. Debido a la fama de riqueza de sus minas la ciudad empezó a poblarse rápidamente con mineros, comerciantes y aventureros. La ambición fue tal que rápidamente entraron en funcionamiento 43 minas, pero los yacimientos se agotaron, cuando esto ocurrió en el siglo XVIII, Huancavelica empobreció.
Cuando el virrey Toledo el 22 de diciembre de 1574 reorganizó los corregimientos de indios (o de naturales), que habían sido creados por el gobernador Lope García de Castro en 1565, dispuso que el corregimiento de Angaraes y el de Castrovirreyna dependieran del Corregimiento de españoles de Huamanga. Ambos en el distrito de la Real Audiencia de Lima. En 1581 el Corregimiento de Huancavelica fue separado del de Huamanga, perdurando hasta 1585, para ser separado de nuevo en 1601 como Gobierno de Huancavelica, cuyo gobernador fue nombrado por el rey hasta 1604, año en que pasó a ser nombrado por el virrey por trueque por el de Ica, persistiendo el nombramiento real del de Castrovirreyna desde el 20 de noviembre de 1623. En 1612 el Corregimiento de Angaraes y Chocorbos fue repartido entre Castrovirreyna y Huancavelica, subsistiendo Angaraes como una subdivisión de Huancavelica. Desde la creación del Obispado de Huamanga en 1617, los dos corregimientos quedaron en su jurisdicción, formando parte del partido encabezado por el corregimiento de esa ciudad. Un real decreto del 25 de diciembre de 1696 dispuso que el gobernador de Huancavelica volviera a ser nombrado por el rey, recayendo el nombramiento subsidiariamente en un oidor de la Audiencia de Lima o del Tribunal de Cuentas de esa ciudad, lo que se mantuvo hasta 1735, ya que desde entonces el rey le nombró un gobernador particular.

## La intendencia
Los corregimientos fueron suprimidos en 1784, por el rey Carlos III y reemplazados por las intendencias. El territorio del Obispado de Huamanga fue dividido entre las intendencias de Huamanga y de Huancavelica. Los corregimientos de Angaraes y Castrovirreyna y el Gobierno de Huancavelica pasaron a ser partidos de la segunda, creándose el partido de Tayacaja.
El sistema de intendencias fue establecido en el Virreinato del Perú mediante la orden real de 5 de agosto de 1783, siendo aplicada la Real Ordenanza de Intendentes del 28 de enero de 1782. El primer intendente de Huancavelica fue el oidor de la Audiencia de Lima Fernando Márquez de la Plata, quien asumió en 1784, nombrado por el virrey a propuesta del visitador general Jorge Escobedo y Alarcón y aprobado por el rey el 24 de enero de 1785.

## Intendentes
- Fernando Márquez de la Plata (1784-1789)
- Manuel Ruiz Urries de Castilla (1790-1794)
- Juan María Gálvez (1794-1805)
- Juan Vives y Echeverría (1807-1809)
- Lázaro de Rivera (1810-1813)
- Juan Vives y Echeverría (1813-1814)
- Juan Montenegro y Ubalde (1818-1820)

## Partidos
Las siete intendencias originales del virreinato peruano se dividieron en 55 partidos, los cuales comprendían 483 doctrinas o parroquias y 977 anexos. La distribución por intendencia era la siguiente: Lima 9 partidos, Trujillo 7, Arequipa 8, Tarma 9, Huancavelica 4, Huamanga 7 y Cuzco 11.
| Partido        | Cabecera              |
| -------------- | --------------------- |
| Huancavelica   | Villa Rica de Oropesa |
| Castrovirreyna | Castrovirreyna        |
| Angaraes       | Acobamba              |
| Tayacaja       | San Pedro de Pampas   |